# Histoire de l'analyse fonctionnelle
Pour les articles homonymes, voir Analyse fonctionnelle.
L'analyse fonctionnelle est la branche des mathématiques et plus particulièrement de l'analyse qui étudie les espaces de fonctions. Sa naissance peut être datée à peu près à 1907, et, un siècle plus tard, elle est omniprésente dans toutes les branches des mathématiques, au point de ne plus vraiment être identifiable comme un domaine unifié de la recherche.

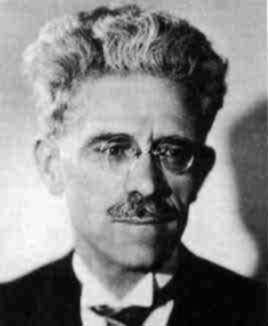
Maurice René Fréchet, un des fondateurs de l'analyse fonctionnelle.

## Avant 1903: balbutiements
En 1748 quand Leonhard Euler publie son étude Introductio in Analysin Infinitorum dans laquelle il voulait considérer les « fonctions de variables » comme étant « objet de l'analyse », en exhibant diverses « espèces » de fonctions, bien qu'il indique ensuite un « moyen uniforme » de les traiter.
Après cette première idée, les mathématiciens développent principalement l'étude des fonctions continues, analytiques, puis elliptiques et autres catégories surgissant de la physique mathématique ou de l'approfondissement de notions purement mathématiques. 
Une équation intégrale d'une forme particulière émerge alors par sa généralité et sa difficulté : connaissant les fonctions {\displaystyle \ f:[a;b]\to \mathbb {R} } et {\displaystyle \ K(x,y)} (appelée noyau), il s'agit de trouver la ou les fonctions {\displaystyle \ \phi :[a;b]\to \mathbb {R} } telle(s) que {\displaystyle f(x)=\phi (x)-\lambda \int _{a}^{b}K(x,y)\phi (y)\mathrm {d} y}. Dans le cas où le noyau est celui de Dirichlet, le problème se ramène à la transformée de Fourier, bien connue depuis les années 1830. Mais, à part pour quelques noyaux particuliers, les autres cas restent insolubles.
À la fin du XIXe siècle, avec Hadamard, Lebesgue et Borel, sont développées les notions d'intégrale de Lebesgue et de topologie.

## Entre 1903 et 1907: de Fredholm à Hilbert
En 1903, Ivar Fredholm met au point une méthode pour résoudre l'équation intégrale ci-dessus dans certains cas : il s'agit d'exprimer la fonction cherchée à l'aide des fonctions {\displaystyle \phi } vérifiant qu'il existe un nombre réel {\displaystyle \mu } tel que 
{\displaystyle \int _{a}^{b}K(x,y)\phi (y)\mathrm {d} y=\mu \,\phi (x)}
dans certains cas particuliers où le noyau permet de s'assurer de leur existence.
Entre 1903 et 1907, l'école mathématique de Göttingen, réunie autour de David Hilbert, utilise et développe cette méthode de Fredholm qui ressemble fort à la méthode d'algèbre linéaire pour résoudre un système d'équations. Ce faisant, il s'y développe une géométrisation discrète des espaces de fonctions (par le biais des séries de Fourier) ; notamment, Hilbert introduit une forme quadratique utilisant les fonctions propres de ces équations intégrales et des extrema de valeurs propres, et donne alors une description des solutions de l'équation intégrale. C'est Erhard Schmidt qui épure la situation en 1905, dans sa thèse, en définissant directement un produit scalaire permettant une lecture d'espaces de fonctions comme des espaces euclidiens ayant une dimension infinie, et retrouve les solutions déjà énoncées par Hilbert, en utilisant ce que l'on nomme aujourd'hui « les fonctions propres de l'opérateur » (la notion générale d'opérateur n'est pas définie à cette date). Hilbert prend alors acte de ce progrès et réécrit toute sa géométrie pour pouvoir y inclure ces espaces de fonctions, il étudie L2([0, 2π]) comme un espace vectoriel euclidien de dimension infinie dans lequel il envisage des formes bilinéaires symétriques bornées.

## Entre 1907 et 1920: Riesz et Fréchet
La naissance de l'analyse fonctionnelle moderne peut être datée à 1907, entre la Hongrie, Göttingen et Paris, par les travaux quasi-simultanément publiés, complémentaires et se faisant écho de Frigyes Riesz (qui est hongrois), Ernst Sigismund Fischer (de Göttingen), et Maurice Fréchet (qui est français).
En 1907, à l'aide des séries de Fourier, Riesz démontre « l'équivalence » entre un espace de suites (donc discret), et un espace de fonctions (donc continu) : ces espaces seront notés, par la suite, ℓ2 pour l'espace de suites et L2 pour l'espace de fonctions. De plus, dans ce travail, Riesz précise la structure géométrique de l'espace L2([0, 2π]) par le biais des relations d'orthogonalité, et de base orthonormale. Le théorème s'appellera par la suite théorème de Riesz-Fischer car Fischer en avait donné une démonstration indépendamment et quasi-simultanément.
Quelques semaines après cette publication, Maurice Fréchet publie un article définissant :
- une topologie sur les fonctions à partir d'une notion de distance entre fonctions intégrables (au sens de Lebesgue) définies sur [0, 2π] (définie dès sa thèse), et en utilisant la notion de convergence définie par Frédéric Riesz, l'année précédente, à partir de calculs semblables à la distance de Fréchet ;
- le concept d'opérateur linéaire, en se limitant à ceux qui sont continus, dont il attribue l'invention à Jacques Hadamard.

L'outil principal utilisé par Fréchet est l'équivalence de Riesz, le théorème principal démontré est celui que l'on nomme aujourd'hui le théorème de représentation de Riesz dans le cas de l'espace L2([0, 2π]) ; Fréchet démontre aussi, de manière très analytique, un critère nécessaire et suffisant pour qu'un sous-ensemble de L2([0, 2π]) soit complet, en utilisant un vocabulaire puisé de la géométrie euclidienne (il parle d'espace « borné » de fonctions) et de l'analyse.
En 1908 se réunit, à Rome, le Congrès international des mathématiciens où sont fixées des normes d'appellations et d'écritures afin d'assurer l'unité de ce domaine naissant mais non encore nommé. Les publications qui suivent, d'un bout à l'autre de l'Europe et aux États-Unis, respectent cette volonté d'unité.
En 1916, dans une publication, Riesz redéfinit l'ensemble des structures de manière abstraite et générale sur l'espace des fonctions continues sur un segment, la norme d'une fonction étant définie par {\displaystyle \|f\|=\sup |f(x)|}, et la continuité d'un opérateur linéaire {\displaystyle U} est définie par l'existence d'une constante positive {\displaystyle M} telle que {\displaystyle \forall f,\|U(f)\|\leq M\|f\|}, et la plus petite de ces constantes étant, par définition, la norme {\displaystyle \|U\|} car elle vérifie les propriétés habituelles des normes. De plus, la métrique ainsi définie fait de cet espace un espace complet, terme introduit plus tard par Stefan Banach.
Ce travail topologise et algébrise cette théorie, et en même temps l'éloigne de la théorie des espaces vectoriels de dimension finie en montrant qu'en dimension infinie l'orthogonalité n'est pas toujours un support de travail, et que l'application identité n'y est pas compacte.

## Entre 1920 et 1936: méthodes de Banach et de Hilbert

### Banach
Après la Première Guerre mondiale, la Pologne renaissante décide de construire une école polonaise de mathématiques, comme un symbole de renaissance intellectuelle : l'attention se porte principalement sur la logique mathématique, la topologie et l'analyse fonctionnelle qui finit par être ainsi nommée. Durant plus de dix années d'efforts dans ce dernier domaine s'illustrent des mathématiciens tels que Hugo Steinhaus, Stanisław Saks, Otto Tœplitz et Ernst Hellinger. Puis, en 1932, Stefan Banach donne ses lettres de noblesse à cette école : il publie son livre Théorie des opérateurs linéaires.
Ce texte délaisse l'analogie entre les espaces vectoriels de dimension finie et les espaces de fonctions en exhibant différentes topologies possibles pour chaque espace de fonctions (alors qu'en dimension finie toutes les métriques définissent la même topologie). En englobant tous les travaux antérieurs, l'esprit de ce travail est pourtant bien différent de l'école de Göttingen : l'idée centrale est de faire de l'approximation une théorie pour pouvoir démontrer des théorèmes sur des ensembles de fonctions en se limitant à les démontrer sur des sous-ensembles denses et aux propriétés plus simples. Des exemples types de ce point de vue étant le théorème de Hahn-Banach, le théorème de Banach-Steinhaus et celui de l'application ouverte.
L'architecture de ce texte, particulièrement efficace, constitue aujourd'hui encore le socle théorique de ce domaine et certaines démonstrations restent celles d'origine, mais il n'en laisse pas moins des problèmes ouverts « d'ailleurs pas faciles à trouver », commente Banach, qui nourriront la recherche mathématique jusque dans les années 1970.

### Von Neumann
La même année 1932, John von Neumann publie Fondements mathématiques de la mécanique quantique, dont l'importance se fait encore sentir aujourd'hui à travers la géométrie non commutative d'Alain Connes. Ce travail enrichit ceux de son professeur, Hilbert, en définissant les espaces hilbertiens sur le modèle de L2 et ses opérateurs, en montrant tout leur intérêt et en ouvrant de nouvelles voies de recherches dépassant l'analyse fonctionnelle.

### Deux écoles de pensée en rivalité
Les approches hilbertienne et banachique ont des lectures différentes de l'analyse fonctionnelle. 
- L'approche hilbertienne privilégie la régularité, notamment à travers l'étude des produits hilbertiens, dont la classification fut finie en 1935, ce que légitimait le théorème de représentation de Riesz et d'autres théorèmes dans la même veine permettant de ramener de nombreux problèmes à des études sur le même thème (théorème de Stone qui donne la structure des opérateurs dits « normaux », théorème de Lax-Milgram, méthode de Galerkine pour les équations différentielles, etc). L'utilité de ces résultats, notamment en physique quantique, valorisant ce travail[1].
- L'approche banachique privilégie les « pathologies » en utilisant les propriétés d'approximation afin de cerner les raisons de leur divergence éventuelle, ce qu'illustrent surtout une lecture en contraposée de nombreux théorèmes banachiques, l'utilisation de l'existence de fonctions partout continues et nulle part dérivables, mais aussi, par exemple, la définition des espaces de Banach où n'intervient aucune autre structure algébrique que celle d'espace vectoriel normé[1].

Cette rivalité d'approches, qui tous comptes faits s'avèrent complémentaires, s'est poursuivie longtemps chez différents mathématiciens, comme l'illustrent le « sentiment de victoire » ressenti par l'école hilbertienne quand le théorème du point fixe de Schauder put être démontré par réduction au cas hilbertien le plus simple (Dunford-Schwartz, 1958), ou encore les efforts pour étendre l'analyse de type hilbertienne aux espaces fonctionnels à travers la création des espaces de Sobolev.

## Entre 1936 et 1953: Bourbaki
À partir de 1936, le groupe Bourbaki se réunit à Paris dans le but d'unifier les mathématiques, en partant du plus général, et, pour l'analyse fonctionnelle, en partant de la notion de dual topologique. Ce travail, mettant l'accent sur les espaces localement convexes, généralisant les œuvres antérieurs et considéré par beaucoup comme splendide, est déclaré achevé en 1953 par la publication d'un livre spécialement consacré à la dualité topologique. Le théorème de Krein-Milman et celui d'Eberlein-Šmulian en sont des éléments particulièrement importants, l'ensemble a pu être considéré comme un aboutissement des principales quêtes initiées dans les années 1920, incluant d'ailleurs la théorie des distributions.
Toutefois, certains manques se révèlent : à partir de 1953, Alexandre Grothendieck exhibe une foule d'espaces topologiques exotiques, inattendus ; et une algébrisation croissante ouvre de nouvelles voies de recherches.

## À partir des années 1930: algébrisation
Dans les années 1930, Norbert Wiener montre qu'un espace de Banach de fonctions peut être muni d'une structure d'algèbre commutative en faisant ce que l'on nomme maintenant une algèbre de Banach. Cela permet d'étudier les espaces de fonctions qui sont de Banach dans le cadre des groupes et algèbres de Lie, en faisant intervenir quand même la dualité topologique, et la théorie spectrale : l'étude systématique des algèbres d'opérateurs est lancée. Ce thème est développé par l'école russe avec des mathématiciens comme Israel Gelfand, D. A. Raikov, Georgiy Shilov et Mark Naimark.
Un cas particulièrement intéressant est celui des C*-algèbres, rencontrant les espaces de Hilbert (Gelfand et Naimark, 1943) et des propriétés trouvées dès 1932 par von Neumann. La compréhension et la classification des C*-algèbres est une œuvre de plusieurs décennies, ponctuée par des publications faisant le point, comme celles de Jacques Dixmier, et qui est considérée comme complète en 1978 à la suite des travaux d'Alain Connes. Malgré cela, l'algébrisation n'est pas finie : homologie et cohomologie des algèbres de Banach se développent en s'inspirant de la physique quantique.

## À partir de 1973: Enflo

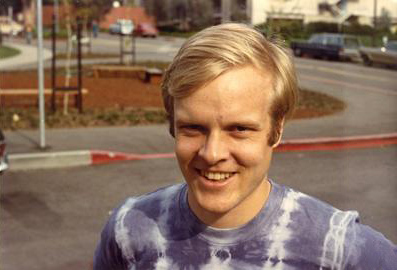
Per Enflo en 1972.

Banach avait admis l'hypothèse raisonnable que tout opérateur compact est limite d'opérateurs de rang fini : ainsi, étaient justifiées les méthodes d'approximations utilisées en analyse fonctionnelle. Mais en 1973, Per Enflo exhibe des contre-exemples à cette conjecture : des espaces de Banach réflexifs ne la vérifient pas. Toutefois, comme les espaces de Banach fonctionnels munis d'une base de Schauder la vérifient, et que ce sont les plus usités, il apparaît aux yeux de nombreux mathématiciens que cette nouvelle information exclut de l'analyse banachique un pan « fort abstrait et inutile » de l'analyse fonctionnelle.
Cette information recentre le travail des mathématiciens sur les espaces de Banach pour lesquels on peut faire un pont vers les espaces de Hilbert, et les notions de type et de cotype sont introduites pour mesurer l'écart entre un espace de Banach et un de Hilbert, et on approxime non plus des fonctions par d'autres, mais des espaces de fonctions (avec métrique et autres caractéristiques) par d'autres espaces de fonctions.
La théorie des sous-espaces invariants (dans un espace de fonctions) associés à un opérateur, ou un ensemble d'opérateurs, permet de reformuler nombre de résultats antérieurs et a acquis ses lettres de noblesse dans les années 1980.

## À partir des années 1980: éclatement de la discipline
En 1980, les Mathematical Reviews distinguent l'analyse fonctionnelle de la théorie des opérateurs, du calcul des variations et de l'analyse harmonique. L'analyse fonctionnelle existe-t-elle encore réellement comme discipline propre ? La réponse aujourd'hui n'est pas évidente, sauf peut-être dans le domaine de l'enseignement, mais la recherche concernant l'ensemble du domaine qu'un siècle de mathématiques a fait émerger est largement inter-disciplinaire, et il n'y a pas d'objectif commun apparent entre les différentes branches qui en sont issues.